# CABP1
CABP1 (англ. Calcium binding protein 1) – білок, який кодується однойменним геном, розташованим у людей на короткому плечі 12-ї хромосоми. Довжина поліпептидного ланцюга білка становить 370 амінокислот, а молекулярна маса — 39 838.
| 10         |  | 20         |  | 30         |  | 40         |  | 50         |
| ---------- |  | ---------- |  | ---------- |  | ---------- |  | ---------- |
| MGGGDGAAFK |  | RPGDGARLQR |  | VLGLGSRREP |  | RSLPAGGPAP |  | RRTAPPPPGH |
| ASAGPAAMSS |  | HIAKSESKTS |  | LLKAAAAAAS |  | GGSRAPRHGP |  | ARDPGLPSRR |
| LPGSCPATPQ |  | SSGDPSSRRP |  | LCRPAPREEG |  | ARGSQRVLPQ |  | AHCRPREALP |
| AAASRPSPSS |  | PLPPARGRDG |  | EERGLSPALG |  | LRGSLRARGR |  | GDSVPAAASE |
| ADPFLHRLRP |  | MLSSAFGQDR |  | SLRPEEIEEL |  | REAFREFDKD |  | KDGYINCRDL |
| GNCMRTMGYM |  | PTEMELIELS |  | QQINMNLGGH |  | VDFDDFVELM |  | GPKLLAETAD |
| MIGVKELRDA |  | FREFDTNGDG |  | EISTSELREA |  | MRKLLGHQVG |  | HRDIEEIIRD |
| VDLNGDGRVD |  | FEEFVRMMSR |  |            |  |            |  |            |

A: Аланін

C: Цистеїн

D: Аспарагінова кислота

E: Глутамінова кислота

F: Фенілаланін

G: Гліцин

H: Гістидин

I: Ізолейцин

K: Лізин

L: Лейцин

M: Метіонін

N: Аспарагін

P: Пролін

Q: Глутамін

R: Аргінін

S: Серин

T: Треонін

V: Валін

Кодований геном білок за функцією належить до фосфопротеїнів. 
Задіяний у такому біологічному процесі, як альтернативний сплайсинг. 
Білок має сайт для зв'язування з іонами металів, іоном кальцію, іоном магнію. 
Локалізований у клітинній мембрані, цитоплазмі, цитоскелеті, мембрані, клітинних контактах, апараті гольджі, синапсах.